# Sàhara-Sus
Sàhara-Sus (Sahara-Suz) és una estranya denominació, territorial o potser d'una companyia probablement britànica, que apareix repetidament a un escut i bandera a diverses publicacions durant la segona meitat del segle xix. Es tractaria del territori entre el Sàhara (probablement la zona de Cap Juby) i el Sus (sud del Marroc)
Algunes companyies britàniques privades es van interessar pel comerç al sud del Marroc després de 1848. Un tractat comercial fou signat entre Gran Bretanya i el Marroc el 9 de desembre de 1856, però els territoris del sud no estaven sota sobirania del sultà. És possible que estigués previst que les factories britàniques poguessin utilitzar a terra una bandera especial, sense cap signe que pogués suposar una sobirania britànica, ja que aquesta tampoc havia estat establerta; en canvi a la mar els seus vaixells podrien utilitzar la bandera com a pavelló i bandera de proa amb la "Unió Jack" britànica al cantó.
La primera referència d'aquesta bandera és a Vlaggen van alle Natien (Amsterdam, 1862). Sovint la bandera i l'escut són considerats apòcrifs. Atès que ja apareix el 1862 no hauria d'estar relacionada amb la factoria del britànic MacKenzie a Port Victoria (Tarfaya) fundada el 1878 (MacKenzie no hauria actuat comercialment a la zona abans de 1871).